# Evangelische Heimstiftung Pfalz
Die Evangelische Heimstiftung Pfalz ist ein diakonischer Träger von derzeit 14 Einrichtungen der Kinder- und Jugendhilfe (Jugendhilfezentren, Kinder- und Jugendheime), Suchtkrankenhilfe (Fachklinik für alkohol- und drogenabhängige Menschen), Rehabilitation (Reha-Einrichtung und Werkstätten für Menschen mit Behinderung) und der Arbeits- und Integrationshilfen sowie der Eingliederungshilfe (Fachdienste, Assistenzleistungen, Betreutes Wohnen) an rund 70 Standorten in der Pfalz.

## Gründung, Zweck und Rechtsform
Im Bereich der Evangelischen Kirche der Pfalz (Protestantische Landeskirche) waren wesentliche diakonische Aktivitäten bis 1967 im damaligen Hilfswerk der Pfälzischen Landeskirche zusammengefasst. Ausweitung und Veränderung der Aufgaben der Diakonie führten 1967 zu einer Neustrukturierung, in deren Verlauf als Rechtsnachfolger das Diakonische Werk der Evangelischen Kirche der Pfalz geschaffen wurde.
Gleichzeitig errichtete die Landeskirche am 1. Januar 1968 die Evangelische Heimstiftung Pfalz und wies ihr die Trägerschaft über die bis dahin vom Hilfswerk betriebenen Einrichtungen zu.
Sowohl im Errichtungsgesetz als auch in der Satzung sind Auftrag und Zweck der Stiftung festgelegt. „Die Heimstiftung hat den Zweck, Heime zu unterhalten, die der Durchführung des diakonischen Auftrags der Kirche dienen“. Gesetz und Satzung gestatten es, den diakonischen Auftrag der Evangelischen Heimstiftung Pfalz den sich ändernden gesellschaftlichen Aufgabenstellungen flexibel anzupassen.
Die Stiftung wurde als rechtsfähige kirchliche Stiftung des öffentlichen Rechts errichtet. Sie entspricht den Bestimmungen des Stiftungsgesetzes für Rheinland-Pfalz und ist durch die Landesregierung genehmigt.
Die Stiftungsaufsicht obliegt der Evangelischen Kirche der Pfalz (Protestantische Landeskirche), wobei die Stiftung stiftungsrechtlich als „kirchennahe“ Stiftung zu bezeichnen ist. Dies kommt insbesondere durch die Bestimmung in der Satzung zum Ausdruck, dass dem Stiftungsrat der Dezernent für Diakonie im Landeskirchenrat, ein weiterer Vertreter des Landeskirchenrates und sieben weitere Mitglieder angehören, von denen mindestens 4 der Landessynode angehören müssen. Auch die Aufgaben der Stiftung werden durch die Landeskirche festgelegt bzw. genehmigt.

## Spitzenverband
Die Stiftung ist Mitglied im Diakonischen Werk Pfalz und wird durch dieses als Spitzenverband vertreten.
Durch das Finanzamt Speyer ist die Evangelische Heimstiftung Pfalz als gemeinnützig anerkannt.

## Mitarbeiter
Die Evangelische Heimstiftung Pfalz beschäftigt zurzeit in ihren Einrichtungen rund 1100 Mitarbeitende. Sie gehören überwiegend sozialen und medizinischen Dienstleistungsberufen an (Erzieher/-innen, Sozialarbeiter/-innen, Sozialpädagogen/-innen, Diplompädagogen/-innen, Ärzte/-innen, Psychologen/-innen, Therapeuten/-innen, Krankenpflegekräfte und Lehrer/-innen). Zusätzlich werden in den Werkstätten für Menschen mit Behinderung fast 500 Werkstattbeschäftigte mit einer psychischen Erkrankung oder Behinderung (WfbM-Mitarbeiter) beschäftigt.
In ihren Einrichtungen bietet die Stiftung jungen Menschen die Möglichkeit, in einem freiwilligen sozialen Jahr oder bei einem Berufspraktikum ein diakonisches Arbeitsfeld näher kennenzulernen. Die meisten der Einrichtungen sind auch als Einsatzstellen für den Bundesfreiwilligendienst anerkannt. Die Evangelische Heimstiftung Pfalz versteht sich als Teil der gesamten christlichen Kirche und ihre Arbeit als einen Teil der Aufgaben, die dieser Kirche übertragen sind. Für eine Beschäftigung bei der Stiftung wird daher die Identifikation mit den christlichen Grundwerten der Stiftung vorausgesetzt.

## Einrichtungen
Die einzelnen Einrichtungen sind rechtlich unselbständig. Vertreten werden sie durch die Organe der Stiftung. Im operativen Bereich hingegen sind die Einrichtungen durch klare Delegation von Verantwortung und Kompetenzen weitgehend selbständig. Aufgrund der Rechtsform werden ihre Kompetenzen durch einige Trägervorbehalte eingeschränkt.
Wirtschaftlich werden alle Einrichtungen selbständig geführt. Für jede Einrichtung wird ein Jahresabschluss mit Gewinn- und Verlustrechnung und Bilanz erstellt. Dieser Abschluss wird durch unabhängige Wirtschaftsprüfer geprüft.
Im Sinne des Mitarbeitervertretungsgesetzes der EKD sind die Einrichtungen des Trägers eigenständige Dienststellen mit eigenen Mitarbeitervertretungen.

### Kinder- und Jugendhilfe
Hilfen zur Erziehung in vollstationärer, teilstationärer und ambulanter Form mit eigener Herman-Nohl-Schule für sozial-emotionale Entwicklung und Ausbildungswerkstätten sowie Erziehungsberatung finden u. a. statt in den Jugendhilfezentren Kaiserslautern und Worms, im Kinder- und Jugendheim Alsenz, Heilpädagogium Schillerhain, Jugenddorf Sickingen (in Waldfischbach-Burgalben), Jugendhof Haßloch, sowie Kinder- und Jugendheim Stauf. Das Kinder- und Jugendheim Stauf ist ein Haus für stationäre und ambulante Jugendhilfe, dass im März 1958 von der protestantischen Gesamtkirchengemeinde Ludwigshafen seiner Bestimmung übergeben wurde. Zurzeit bietet das Kinderheim Stauf in sieben Gruppen ca. 55 Plätze zur vollstationären Hilfe zur Erziehung. Das Heim ist Anlaufstelle für Jugendamt und Polizei und unterhält ferner ein Mutter-Kind-Haus zur Unterbringung von bis zu 6 Müttern mit ihren Kindern.

### Suchtkrankenhilfe
Es existiert eine Fachklinik für alkohol- und drogenabhängige Menschen, Kurzzeit-Rehabilitation, ambulante Rehabilitation Sucht, Kombi-Therapie, Spielerbehandlung, Indikationsgruppen und Betreutes Wohnen.
Siehe auch Abschnitt Suchthilfeverbund der Evangelischen Heimstiftung Pfalz

### Rehabilitation, Arbeit und Integration, Eingliederungshilfe
Rehabilitationszentrum für psychisch kranke Menschen (RPK), Tagesstätte und Kontaktstelle und Betreutes Wohnen, anerkannte Werkstätten für Menschen mit psychischer Behinderung (WfbM), Fachdienste für Beratung und Hilfe zum Thema Behinderung und Arbeit.
- Fachdienste für Arbeit und Integration
- Wichern-Institut
- Wichern.Wohnen.Assistenz
- Wichern-Werkstätten

## Suchthilfeverbund
Alle Aktivitäten der Stiftung im Bereich der Suchtkrankenhilfe werden im Suchthilfeverbund koordiniert. Zum Verbund gehört die Fachklinik Rehabilitationszentrum am Donnersberg sowie das Adaptionshaus DomiZiel und die Wohngruppe Kirchheimbolanden.
Die Kooperation mit regionalen Beratungsstellen des Diakonischen Werkes Pfalz und des Diakonisches Werkes Worms-Alzey bei der ambulanten Rehabilitation wird im Suchthilfeverbund geplant und abgestimmt.

## Beteiligungen
Die Stiftung ist zusammen mit dem Caritas-Verband für die Diözese Speyer Gesellschafter des Ökumenischen Gemeinschaftswerks Pfalz GmbH mit Sitz in Landstuhl.
Das Gemeinschaftswerk bietet ambulante, teilstationäre und stationäre Hilfen in Einrichtungen für Menschen mit Behinderungen. Die Angebote richten sich an Kleinkinder, Kinder, Jugendliche und Erwachsenen mit Behinderungen.